# Gaseh Sayang (Darul Aman)
Gaseh Sayang is een bestuurslaag in het regentschap Aceh Timur van de provincie Atjeh, Indonesië. Gaseh Sayang telt 431 inwoners (volkstelling 2010).